# Лозовецька телещогла
Лозовецька телещогла — телекомунікаційна щогла заввишки 255 м, споруджена у 1978 році в селі Лозова Тернопільського району Тернопільської області.

## Характеристика
Висота вежі становить 255 м. Висота над рівнем моря — 354 м. Радіус потужності покриття радіосигналом становить 65 км. Прорахунок для DVB-T2 — 235-255 м.

## Радіомовлення
- 71.03 — Радіо Марія
- 87.7 — Українське радіо / Українське радіо. Тернопіль
- 88.1 — Радіо MAXIMUM
- 90.8 — Шлягер FM
- 94.4 — Радіо Культура
- 96.1 —
- 102.3 — FM Галичина
- 104.5 — Люкс FM

## Телебачення

### Цифрове мовлення
- 6. 7-ий мультиплекс
- 23. 3-ій мультиплекс
- 25. 1-ий мультиплекс
- 37. 5-ий мультиплекс
- 39. 2-ий мультиплекс
- 44. Місцевий мультиплекс